# わっしー
わっしー（7月9日 - ）は、日本のイラストレーターデザイナー画家。男性。
クリプトンの社員だった当事、 VOCALOID、MEIKOのキャラクターデザイン、イラストを手がけた。

## 主な仕事

### キャラクターデザイン
VOCALOID キャラクター・ボーカル・シリーズ（クリプトン・フューチャー・メディア）
- MEIKO